# Apophoneura inconspicua
Apophoneura inconspicua är en tvåvingeart som beskrevs av Malloch 1933. Apophoneura inconspicua ingår i släktet Apophoneura och familjen myllflugor. Artens utbredningsområde är Chile (provinserna Malleco och Chiloé) och Argentina (sydvästra Río Negro-provinsen). Inga underarter finns listade i Catalogue of Life.